# Коваль Роман Миколайович
Рома́н Микола́йович Кова́ль (нар. 10 квітня 1959, Горлівка) — український громадський діяч, письменник, краєзнавець, дослідник історії Визвольної боротьби українського народу першої половини XX століття. Член Національних спілок журналістів (1995) та письменників (1998) України. Академік Академії наук вищої освіти України (23.12.2013). Президент Історичного клубу «Холодний Яр» (від січня 1997).

## Життєпис
Роман Коваль народився 10 квітня 1959 року в місті Горлівка Сталінської області в родині вчителів — Надії Василівни Курило та Миколи Федотовича Коваля. Освіта вища медична (Київський медичний інститут, лікувальний факультет, 1981 р.). Працював лікарем-інтерном 7-ї клінічної лікарні Києва, терапевтом 10-ї клінічної лікарні міста Києва, терапевтом, старшим терапевтом і завідувачем поліклінічного відділення 7-ї (4-ї) клінічної лікарні Києва.
Помічник кореспондента Радіо Свобода Сергія Набоки (лютий 1989 — квітень 1990).
Учасник самвидаву: редактор газети «Прапор антикомунізму» (1989), член редколегії газети «Вільне слово» (1989), у 1990 році — редактор газети «Визволення», редактор газети «Нескорена нація» (08.1990 — 12.1993), від січня 1994 р. — редактор газети «Незборима нація».
Від грудня 1989 року — член Української Гельсінської спілки. У 1990—1991 рр. — член проводу Української республіканської партії (секретар із питань ідеології). Від грудня 1992 року — заступник голови Всеукраїнського політичного об'єднання «Державна самостійність України», голова ДСУ (грудень 1993 — червень 2003).

## Творчість

### Книги
- «Гасла і дійсність» (Київ, 1990).
- «Чи можливе українсько-російське замирення?» (Стрий, 1991).
- «З ким і проти кого» (Київ, 1993).
- «Про ворогів, союзників і попутників» (Київ, 1993).
- «Підстави націократії» (Київ, 1994).
- «Філософія українства» (Київ, 1995) [Архівовано 24 Грудня 2010 у Wayback Machine.].
- «Отамани Гайдамацького краю. 33 біографії» (Київ, 1998).
- «Отаман святих і страшних» (Київ, 2000).
- «Повернення отаманів Гайдамацького краю» (Київ, 2001).
- «Трагедія отамана Волинця» (Київ, 2002); у співавторстві з Костянтином Завальнюком.
- «Ренесанс напередодні трагедії» (Київ, 2003).
- «Нариси з історії Кубані» (Київ, 2004) [Архівовано 26 Листопада 2015 у Wayback Machine.].
- «І нарекли його отаманом Орлом» (Київ, 2005) [Архівовано 24 Грудня 2010 у Wayback Machine.].
- «Багряні жнива Української революції» (два видання: Київ, 2005, Київ, 2006) [Архівовано 24 Грудня 2010 у Wayback Machine.].
- «За волю і честь» (Київ, 2005) [Архівовано 24 Грудня 2010 у Wayback Machine.].
- «Коли кулі співали. Біографії отаманів Холодного Яру і Чорного лісу» (Київ, 2006).
- «Тернистий шлях кубанця Проходи» (Київ, 2007: два видання).
- «Операція „Заповіт“. Чекістська справа № 206» [Архівовано 11 Жовтня 2021 у Wayback Machine.] (Київ, 2007).
- «Отаман Зелений» [Архівовано 24 Грудня 2010 у Wayback Machine.], (чотири видання: Київ: «Наш формат», 2008, 2011, доповнене, 2014, доповнене; 2016).
- «Таємниця отамана Зеленого» (Київ, 2008).
- «Отаман Орлик» (два видання: Київ, 2010; Київ, 2015).
- «Петро Дерещук і Дмитро Цвітковський. До історії партизанського-повстанського руху на Уманщині в 1920—1924 р.» (Київ, 2010).
- «Михайло Гаврилко: і стеком, і шаблею»[1] (Вінниця, 2012).
- «Тиха війна Рената Польового» (Київ, 2011).
- «Іван Ремболович» (два видання: Київ, 2012; Київ, 2013).
- «Чорний Ворон: п'ять біографій» (Київ, 2013).
- «Сто облич Самостійної України» (Київ, 2013).
- «Крізь павутиння змосковщення» (Київ, 2013).
- «Шевченкіана Михайла Гаврилка» (Київ, 2014).
- «Сто історій Визвольної війни» (Київ, 2015).
- «Філософія сили» (Київ-Мена 2016).
- Коваль Р., Моренець В. «Подєбрадський полк» Армії УНР. — Т. 1 (Київ: Історичний клуб «Холодний Яр», «Український пріоритет»; два видання: 2015; 2016, виправлене).
- «Історія Холодноярської організації» (Київ — Кам'янець-Подільський: Історичний клуб «Холодний Яр», ПП «Аксіома», 2016).
- Коваль Р., Моренець В., Юзич Ю. «Подєбрадський полк» Армії УНР. — Т. 2 (Київ: Історичний клуб «Холодний Яр», «Орієнтир», 2017).
- «Яків Орел-Гальчевський: боротьба та філософія боротьби» (Київ: Історичний клуб «Холодний Яр», «Орієнтир», 2017).
- Коваль Р., Моренець В., Юзич Ю. «Сумщина в боротьбі. Біографії, історії, спогади» (Київ: Історичний клубу «Холодний Яр», в-во «Орієнтир»; два видання: 2017; 2018).
- «Здолати Росію» (Київ, 2018)[2].
- «Скажи батькам, що був чесним» (Київ: Історичний клуб «Холодний Яр», 2019).
- «Подєбрадський полк» Армії УНР" (т. 3; у співавторстві з Віктором Моренцем і Юрієм Юзичем; Київ, 2020).
- «Житомирщина в боротьбі» (Київ, 2020).
- «Жінки у Визвольній війні. Історії, біографії, спогади. 1917—1930» (Київ: 2020).
- «Донбас: радість і біль. 2014—2020» (Київ, 2020).
- «Полковник Болбочан. Спогади, свідчення, документи» (Київ, 2020).
- «Микола Міхновський. Спогади, свідчення, документи» (Київ, 2020).
- «Коростишів у боротьбі за Українську Народну Республіку» (Київ, 2022).
- «Тарас Силенко, співець непримиренної України» (у співпраці зі Святославом Силенком, Лесею Козенко, Євгеном Букетом; Київ, 2022).

### Редактор-упорядник книг
- «Невольницькі плачі» [Архівовано 24 Грудня 2010 у Wayback Machine.] Зеновія Красівського (два видання: Київ, 1995; Київ, 2007).
- «Українські герої» Анатолія Бедрія (1995).
- «Героїзм і трагедія Холодного Яру» (Київ, 1996).
- «Кость Блакитний, отаман Степової дивізії» (Київ, 1997).
- «Записки повстанця» Марка Шляхового (Київ, 1999).
- «Медвин в огні історії» (Київ, 2000).
- «Українська афористика Х-ХХ ст.» [Архівовано 1 Грудня 2010 у Wayback Machine.] (Київ, 2001).
- «Рейд у вічність» (Київ, 2001).
- «Самостійна Україна» Миколи Міхновського (два видання: Київ, 2002; Київ, 2003).
- «Кубанська Україна» Рената Польового (Київ, 2002).
- «Кобзарі в моєму житті» Рената Польового (Київ, 2003).
- «Жага і терпіння. Зеновій Красівський у долі українського народу» (2005) [Архівовано 24 Грудня 2010 у Wayback Machine.]; у співавторстві з Віктором Рогом.
- «Душею з вами» Лідії Чучупак-Завалішиної (Київ, 2005).
- «Холодний Яр» [Архівовано 21 Листопада 2019 у Wayback Machine.] Юрія Горліса-Горського (Київ — Львів — Дрогобич, 2006; Київ — Дрогобич, 2008; Київ — Дрогобич, 2009; Київ, 2010; Київ, 2011 — тричі; Київ, 2013 двічі; разом 9 видань).
- «З воєнного нотатника» [Архівовано 24 Грудня 2010 у Wayback Machine.] Якова Гальчевського (Київ, 2006).
- «50 пісень Віктора Лісовола» (Київ, 2007).
- «Так творилося українське військо. 10 спогадів учасників Визвольної війни 1917 — 1920-х років» (Київ, 2008).
- «Гуцули у Визвольній боротьбі. Спогади січового стрільця Михайла Горбового» (Київ, 2009).
- «Чорні запорожці. Спогади командира полку Чорних запорожців Петра Дяченка» (Київ, 2010).
- «Ми ще повернемось!» Юрія Горліса-Горського (Київ, 2012)[3].
- «Кармелюки. До історії Запорозького полку ім. отамана Янка Кармелюка Армії УНР» (Київ, 2012).
- «Історія України-Русі» Миколи Аркаса (репринтне перевидання 2-го, краківського, 1912 року, видання; Кам'янець-Подільський, 2013; Київ, 2014; Київ, 2015).
- «Свято, що кличе до бою. Вшанування героїв Холодного Яру» (Кам'янець-Подільський, 2013).
- «Медвинське повстання» (співупорядник Петро Гогуля; Кам'янець-Подільський, 2014).
- спогади Бориса Монкевича «Похід Болбочана нa Крим» (Київ, 2014).
- Крізь павутиння змосковщення. / Упорядн. Р. Коваль. — Київ: Історичний клуб «Холодний Яр», «Українська видавнича спілка ім. Юрія Липи», 2017.
- Страшенко О. «Прочитайте тую славу». / Упорядн. Р. Коваль. — Київ: Історичний клуб «Холодний Яр», «Український пріоритет», 2016.
- Чорні перемагають. Спомини про прадідів козацтва 72-ї бригади / Упорядн. Р. Коваль. — Київ: Історичний клуб «Холодний Яр», «Українська видавнича спілка ім. Юрія Липи», 2017.
- Український календар Визвольної боротьби. / Упорядн. Р. Коваль. — Київ: Історичний клуб «Холодний Яр», «Українська видавнича спілка ім. Юрія Липи», 2017.
- Яків Орел-Гальчевський. Збірка матеріалів про полковника Армії УНР Якова Гальчевського-Войнаровського, подільського отамана Орла. / Упорядн. Р. Коваль. — Київ: Історичний клуб «Холодний Яр», Міністерство молоді і спорту України, 2018.
- «Побратима мого зачепила куля вражая» / Упорядн. Р. Коваль. — Київ: Видавництво Марка Мельника, 2023.

### Сценарії документальних фільмів
- «Незгасимий огонь Холодного Яру» (реж. Володимир Мощинський, 2001).
- «Вільне козацтво» (дві серії, реж. Олександр Рябокрис, 2009).
- «Гуцули у Визвольній боротьбі» (реж. Олександр Домбровський, 2009).
- «Отаман Зелений» (реж. Олександр Домбровський, 2009).
- «Семен Гризло, звенигородський кошовий Вільного козацтва» (реж. Олександр Домбровський, 2009).
- «Отамани Холодного Яру» (реж. Олександр Домбровський, 2010).
- «Юрій Горліс-Горський» (дві серії, 2010).
- «Пам'яті шляхетних» (реж. Олександр Домбровський, 2011).
- «Отаман Ільницький» (реж. Олександр Домбровський, 2012).
- «Стеком і шаблею» (реж. Володимир Бондаренко, 2013).
- «Світлі дороги Рената Польового» (дві серії, реж. Олександр Домбровський, 2014).
- «І повіяв огонь новий з Холодного Яру» (дві серії; реж. Олександр Домбровський, 2015).
- «Подєбрадський полк» Армії УНР (реж. Олександр Домбровський, 2015).
- «Ювілей холодноярців» (реж. Олександр Домбровський, 2017).
- «Історія холодноярської організації» (реж. Олександр Домбровський, 2017).
- «Від Мамая до Болбочана» (реж. Олександр Домбровський, 2017).
- «Сумщина — земля героїв» (реж. Олександр Домбровський, 2018).
- «Чорні запорожці» (реж. Олександр Домбровський, 2018).

### Інше
Автор понад 2250 статей у газетах, журналах, альманахах, історичних календарях, енциклопедіях України[джерело не вказане 3630 днів] та української діаспори.
Співавтор підручника «Історія України. 10—11 класи. Матеріали до підручника для загальноосвітніх шкіл» (Львів: Астролябія, 2013).
За редакцією Романа Коваля вийшли книжки Віктора Моренця «Земляки Миколи Міхновського в боротьбі за Українську державу» (Вінниця, 2012) та «Земля, полита кров'ю» (Київ, 2013).
Автор циклів радіопередач «Холодний Яр» (3-й канал Українського радіо, 1997), «Отамани Гайдамацького краю» (1-й канал Українського радіо, 2000—2001), «Кубанська Україна» (1-й канал Українського радіо, 2002—2004), «Історія, яка не завершується» (радіо «Культура», 2004—2005), «За Україну, за її волю» (Незалежне радіо Чикаго, 2005, 2009—2011) [Архівовано 26 Вересня 2010 у Wayback Machine.].
Ініціатор і організатор вшанувань героїв Визвольної боротьби українців за свою незалежність у Холодному Яру та інших місцевостях, спорудження борцям за волю України пам'ятників, меморіальних дощок, відновлення їхніх могил та найменування їхніми іменами вулиць.

## Нагороди
- Лауреат літературної премії ім. Михайла Стельмаха (2006).
- Лауреат Народної Шевченківської премії 2013 року.
- Лауреат премії Фонду Тараса Шевченка 2013 року.
- Відзнака Народного руху України «За заслуги перед українським народом» I ступеня (2013).
- Орден Українського козацтва «Віра».
- Почесна відзнака «За заслуги перед Черкащиною» (№ 54, 11 квітня 2014 р.).
- Відзнака «Холодний Яр» (25 квітня 2015 р.).
- Медаль Михайла Колодзінського ОДЧ «Карпатська Січ» (№ 2, 27.08.2017).
- Медаль «Лауреат нагороди Івана Крип'якевича» Академії наук вищої освіти України (№ 2, 7.10.2017).
- Орден «Солідарність» ДУК «Правий сектор» II ст. (№ 2, 28.11.2018).
- «Зірка слави та заслуг» ВО «Країна» (№ 139, 1.04.2019).
- Грамота ОУН «За заслуги перед Українським Націоналістичним Рухом і Організацією Українських Націоналістів».

## Родина
Має сина Євгена (нар. 1981) та дочку Олесю (нар. 1986).